# Dirphia calchas
Dirphia calchas är en fjärilsart som beskrevs av Pieter Cramer 1780. Dirphia calchas ingår i släktet Dirphia och familjen påfågelsspinnare. Inga underarter finns listade i Catalogue of Life.

## Bildgalleri

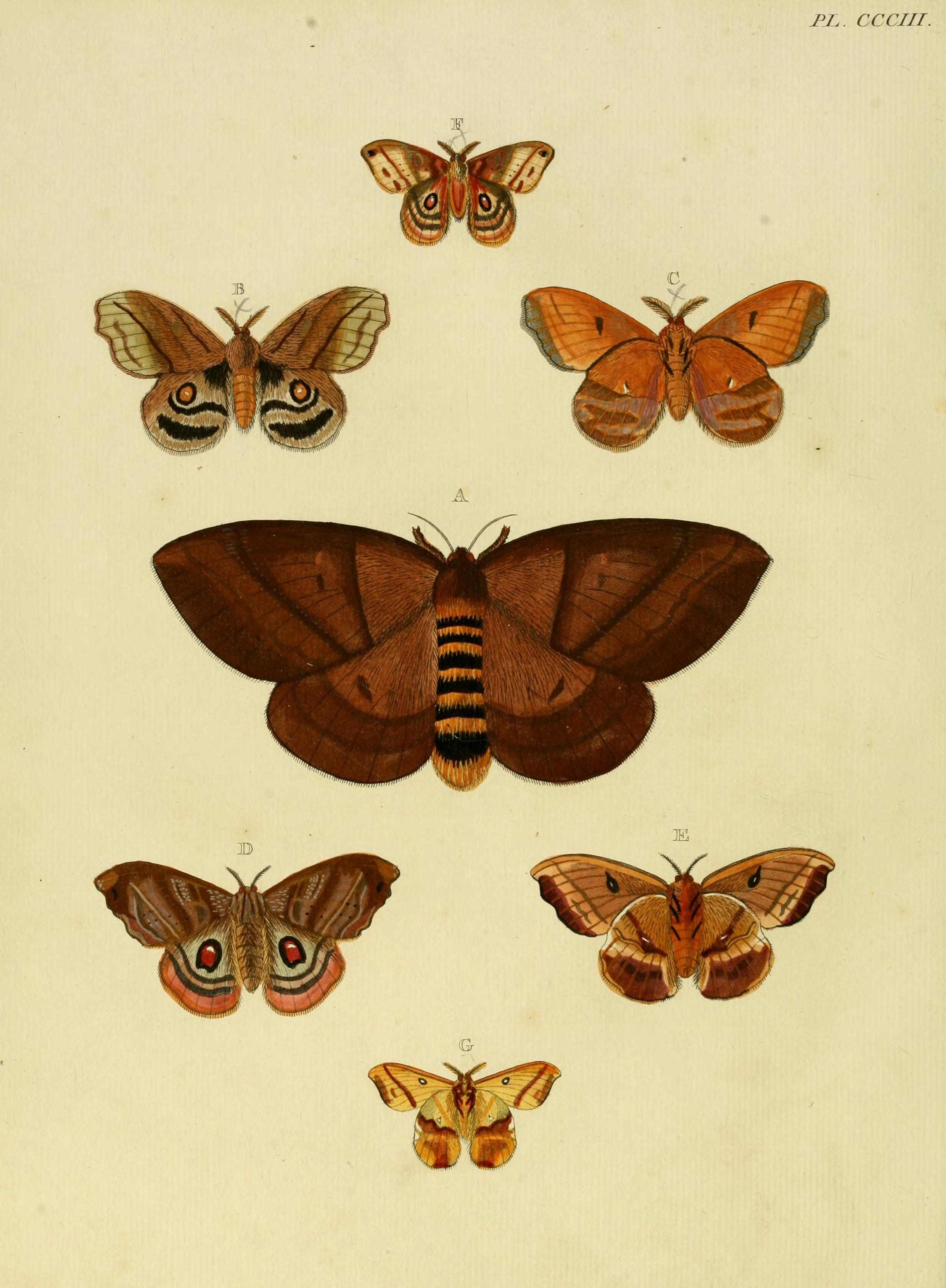